# سوترو ارانگورن
سوترو ارانگورن (انگلیسی: Sotero Aranguren; ۷ مهٔ ۱۸۹۴ – ۲۶ فوریهٔ ۱۹۲۲) بازیکن فوتبال اهل آرژانتین بود.
از باشگاه‌هایی که در آن بازی کرده‌است می‌توان به باشگاه فوتبال رئال مادرید اشاره کرد.